# أحمد خلف (لاعب كرة سلة)
أحمد عبد الله مرسي خلف (مواليد 24 فبراير 1999) ويعرف باسم بيبو  هو لاعب كرة سلة مصري يلعب في نادي الاتحاد السكندري ومنتخب مصر.